# Lactarius subtomentosus
Lactarius subtomentosus é um fungo que pertence ao gênero de cogumelos Lactarius na ordem Russulales. Encontrado na América do Norte, foi primeiramente descrito cientificamente por Berk. & Ravenel em 1859.